# Tigrioides histrionica
Tigrioides histrionica är en fjärilsart som beskrevs av Herrich-Schäffer 1855. Tigrioides histrionica ingår i släktet Tigrioides och familjen björnspinnare. Inga underarter finns listade i Catalogue of Life.